# Nadorjakinja
Nadorjákinja je zvezda zelo velikega tipa, ki ima maso od približno ~10 do 50 Sončevih mas v Hertzsprung-Russllovem diagramu. Nadorjakinje imajo lahko premer tudi do 2000 Sončevih premerov kot ga ima VV Kefeja. Zaradi njihovih skrajnih mas imajo zelo kratko življenjsko dobo, ki znaša samo od 10 do 50 milijonov let in jih lahko opazujemo samo v mladih predelih galaksij, kjer se rojevajo nove zvezde kot na primer odprte kopice, v rokavih spiralnih galaksij in v nepravilnih galaksijah. Niso jih še opazili v jedrih spiralnih galaksij, eliptičnih galaksij ali v kroglastih kopicah, ki naj bi bile (po sedanjih pojmovanjih) prestare.
Nadorjakinje so lahko različnih barv. Večina nadorjakinj je modrih barv (modre nadorjakinje), nadorjakinje obstajajo na glavnem nizu kot spektralna tipa O ali B, rdeče nadorjakinje pa obstajajo na glavni veji. Zgleda rdečih nadorjakinj sta Antares in Betelgeza, zgled modrih nadorjakinj pa je Rigel. Modeliranje simulacij nastanka nadorjakinj je še vedno dejavno področje raziskav in je še vedno oteženo zaradi pojavov, kot je npr. izgubljanje mase zvezde. Redkeje se modelirajo posamezne zvezde, zadnja težnja je modelirati zvezdne kopice in jih potem primerjati z enačbami, ki veljajo za nadorjakinje v nebesnih telesih, kot sta npr. Magellanova oblaka. Zgodnje Vesolje je imelo, po vseh predvidevanjih veliko število nadorjakinj, ki so poznane kot zvezde I. populacije. Njihov obstoj je potreben za razlago opazovanj drugih elementov kot sta vodik in helij v kvazarjih. Ustaljeno mnenje je, da se velike zvezde premikajo nazaj in skozi HRD med njihovim življenjskim razvojem (evolucijo zvezde). Včasih so verjeli, da postanejo velike zvezde nadorjakinje blizu konca svojega razvoja preden postanejo supernove. Kakorkoli že, z opazovanjem supernove 1987A so potrdili, da je bila zvezda modra nadorjakinja.

## Rdeča nadorjakinja
Rdeča nadorjakinja je zelo napihnjena zvezda, ki je prišla do konca svojega razvoja. Po videzu so podobne rdečim orjakinjam, a so bistveno večje in masivnejše. Nadorjakinja ima lahko maso od 10 do 50-kratno maso Sonca. Njihov premer je lahko 1742-krat večji od Sončevega (121.243.000 km). Ko dosežejo trojni-alfa-proces, v jedru zvezde sevalni tlak popusti. Gravitacijske sile prevladajo in močno stisnejo notranjost zvezde, ki se s tem segreje. To vodi v še večje razširjenje zunanjih plinastih plasti zvezde, ki se ob tem ohladijo, in izsevajo svetlobo v rdečem območju barvnega spektra. Absolutni sij teh zvezd lahko doseže magnitudo –10,00.